# Hypocaccus strigithorax
Hypocaccus strigithorax är en skalbaggsart som beskrevs av Hinton 1935. Hypocaccus strigithorax ingår i släktet Hypocaccus och familjen stumpbaggar. Inga underarter finns listade i Catalogue of Life.